# Ali Soufan
Ali Soufan est un ancien agent du FBI connu pour avoir enquêté sur Al-Qaïda et les réseaux djihadistes bien avant les attentats du 11 septembre 2001. 

## Biographie
Ali H. Soufan né en 1971 à Beyrouth au Liban. Après avoir passé sa jeunesse au Liban, il arrive adolescent aux États-Unis puis suit des études de sciences politiques à l'université de Mansfield en Pennsylvanie.

## Carrière
À la suite d'un pari avec l'un de ses amis, il envoie une candidature au FBI qui l'accepte finalement et entre en poste en 1997 au sein de la section antiterroriste. Très vite, étant l'un des seuls à maitriser la langue arabe, il est amené à enquêter sur des réseaux djihadistes à la suite de la fatwa de Ben Laden en 1998 qui annonce la création du « Front islamique mondial pour le jihad contre les juifs et les croisés ». Il enquête ensuite sur les attentats contre des ambassades américaines au Kenya et en Tanzanie en 1998 puis contre le navire de guerre USS Cole au Yémen en 2000.
Dans le cadre de ces enquêtes, Ali Soufan demandera en novembre 2000 à la CIA des renseignements et informations sur l'attentat suicide contre l'USS Cole. À la suite des attentats du 11 septembre 2001, il obtient finalement de la CIA les informations qu'il demandait et constatera des liens entre les attentats sur lesquels il a enquêté et ceux du 11 septembre 2001.
Il démissionne du FBI en 2005, notamment en opposition à la torture utilisée dans le camp de Guantanamo et crée deux ans plus tard son groupe de conseil le Soufan Group.

## Fiction
Son rôle est joué par Tahar Rahim dans la série télévisée The Looming Tower.